# Шаликова, Наталья Петровна
Княжна Наталья Петровна Шаликова (1815— 1878) — российская писательница, писала под псевдонимами Е. Нарская и Е. Горская. Первая женщина-журналистка в России.
Старшая дочь писателя и издателя Петра Ивановича Шаликова, свояченица М. Н. Каткова (сестра его жены Софьи Петровны).
Автор повестей и рассказов, печатавшихся в ряде российских журналов 2-й половины XIX века («Современник», «Русский вестник» и др.). О её творчестве положительно отзывались Некрасов и Добролюбов. Состояла в переписке с Достоевским, о чём свидетельствуют три сохранившиеся её письма (1873—1874).

## Художественные произведения
- «Первое знакомство со светом» («Современник», 1855, № 6)[5],
- «Елена» (рассказ, там же, № 10),
- «Все к лучшему» (там же, № 12),
- «Семейные сцены» («Русский вестник», № 17—18, повесть),
- «Свободный выбор» («Русский вестник», 1856),
- «Две сестры» (роман, М., 1858),
- «Крайнее средство» («Рассвет», 1860),
- «Из огня да в полымя» («Русский вестник», 1865),
- «Семейство Булатовых» («Русский вестник», 1873),
- «Из-за куска хлеба» (повесть из духовного быта, М., 1876) и др.

## Журналистские очерки
- «Корреспонденция из Праги» (в современной летописи «Русского вестника», 1870, № 28),
- «Путевые заметки. 10го (22го) ноября» (Московские ведомости. 1872, № 310. С. 4),
- «Из Шандау» (Русский мир. 1872. № 197)
- «Из Праги» (Русский мир. 1872. № 202, 221, 224)

## Комментарии
1. ↑  В ЭСБЕ[3] ошибочно названа княгиней. Однако княгиня — это жена князя, а сестра князя — княжна.